# Selfranga

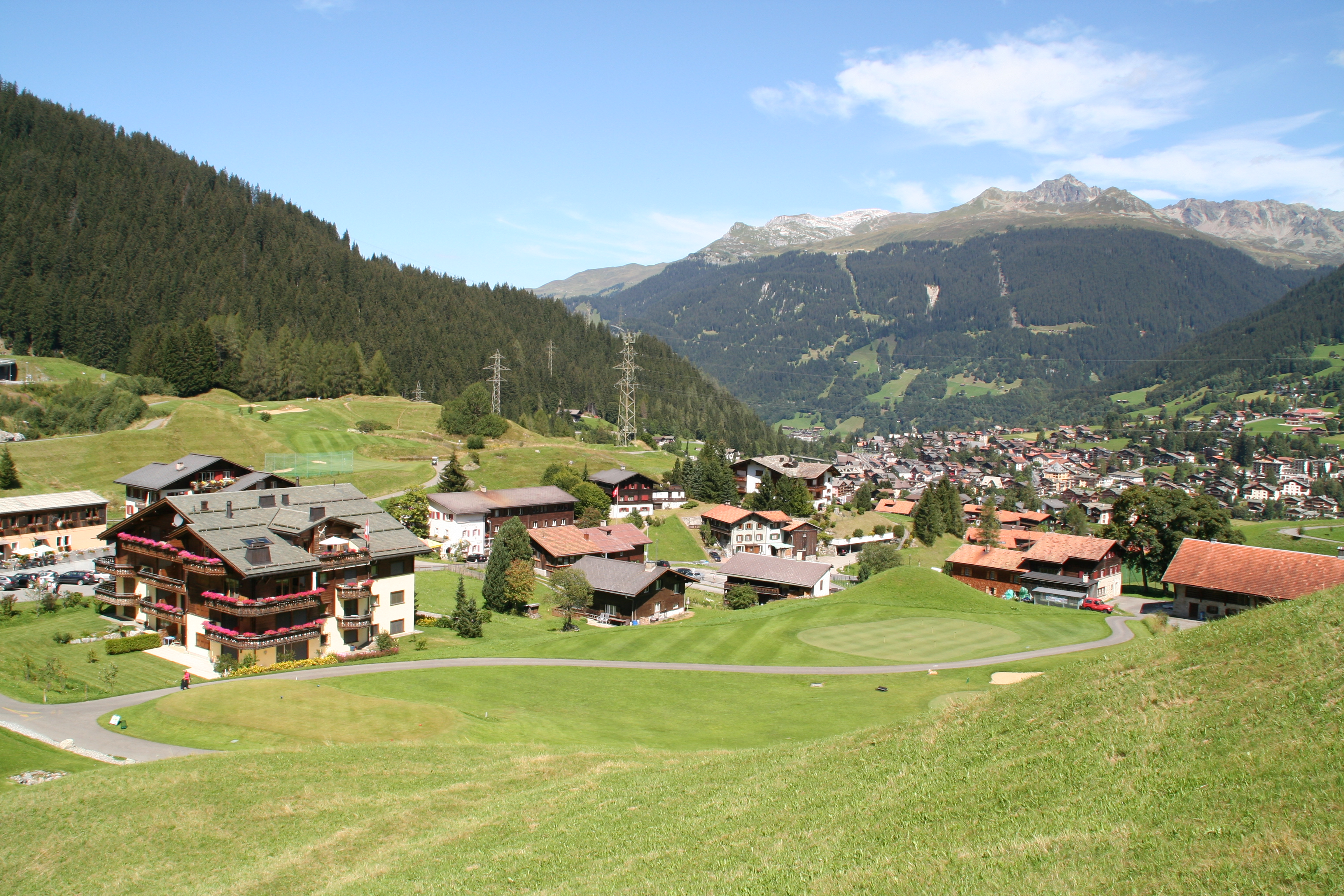
Selfranga en été. Au fond, la montagne de Madrisa et Klosters en bas. À gauche, le pied du Gotschnagrat.

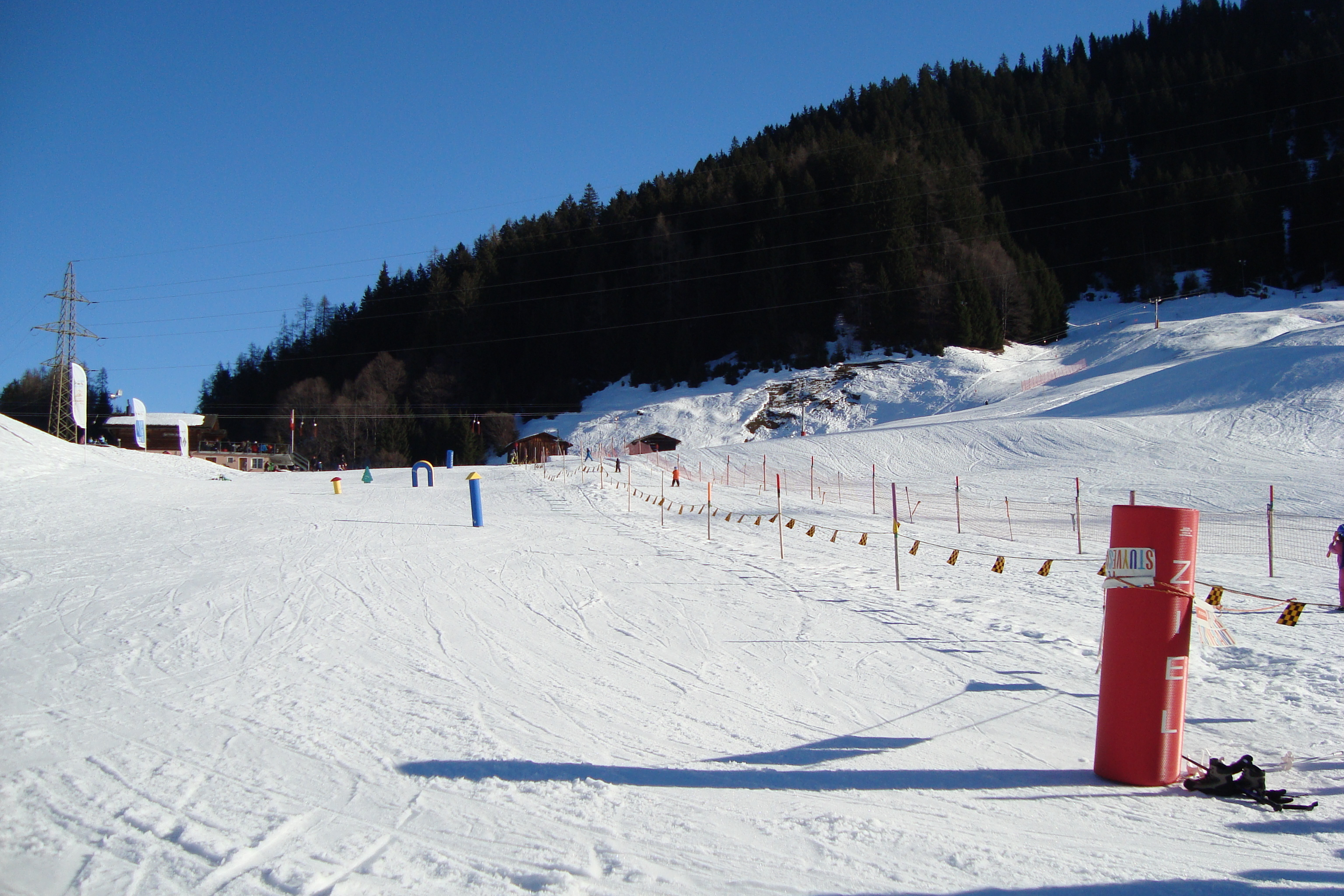
Piste de ski de Selfranga.

Selfranga est un quartier en amont du village de Klosters Platz, faisant partie de la commune de Klosters-Serneus en Suisse dans le canton des Grisons. Il comprend quatre subdivisions : Oberselfranga, Mälcheti, Rufena et Egga. Le quartier a été fondé comme hameau  d'artisans et d'ouvriers.
Selfranga est un hameau en amont du village de Klosters Platz, construit de quelques anciennes maisons de bois et depuis les années 1960 de résidences secondaires, de chalets de vacances et d'immeubles locatifs respectant le style traditionnel. Il possède deux petits remonte-pentes mécaniques, et depuis 2004 d'un parcours de golf de quelques trous.
Le skilift de Selfranga a été installé en 1936 juste après le Bolgen-Lift de Davos et constitue donc historiquement le deuxième remonte-pente des Grisons. Il a bien sûr été modernisé depuis cette époque. Au milieu de la piste se trouve un petit restaurant rustique, le « Skihütte Selfranga », avec une terrasse. Selfranga possède en haut de la piste de ski deux pistes de tremplin à ski.
Au-delà du hameau se trouve la route menant au col reliant Klosters à Davos en passant par le hameau de Laret précédé par une gorge. Au lieu-dit Im Bad, se trouve une ancienne source thermale. Aujourd'hui cette zone est comblée et bouchée à cause de la construction de la route de contournement du tunnel de la Vereina. C'est en bas de Selfranga que se trouve le portail nord du tunnel de la Vereina du Rhätische Bahn.